# Міністр оборони Російської Федерації
Міністр оборони Російської Федерації (рос. Министр обороны Российской Федерации) є відповідальним міністром за Збройні сили Росії. Маршал авіації Євген Шапошников був останнім міністром оборони Радянського Союзу. Генерал-полковник Костянтин Кобець підтримав першого президента РСФСР Бориса Єльцина під час серпневого путчу 1991 року. З 19 серпня по 9 вересня 1991 року Костянтин Кобець був міністром оборони РСФСР, хоча міністерства не було. Цей пост був тоді скасований. 
Першим міністром оборони Російської Федерації був Борис Єльцин, котрий призначив себе на посаду указом у середині березня 1992 року.

## Список міністрів оборони
| #    | Голова                                             | Фото | Вид військ | Термін                            | Служба за президентства | Зауваження |
| ---- | -------------------------------------------------- | ---- | ---------- | --------------------------------- | ----------------------- | ---------- |
| 1    | Генерал армії Костянтин Іванович Кобець            |      |            | 20 серпня — 9 вересня 1991        |                         |            |
| в.о. | — Борис Миколайович Єльцин                         |      |            | 16 березня — 18 травня 1992       |                         |            |
| 2    | Генерал армії Павло Сергійович Грачов              |      |            | 18 травня 1992 — 18 червня 1996   |                         |            |
| в.о. | Генерал армії Михайло Петрович Колесніков          |      |            | 18 червня — 24 липня 1996         |                         |            |
| 3    | Генерал армії Ігор Миколайович Родіонов            |      |            | 17 липня 1996 — 23 травня 1997    |                         |            |
| 4    | Маршал Російської Федерації Ігор Дмитрович Сергєєв |      |            | 23 травня 1997 — 28 березня 2001  |                         |            |
| 5    | Генерал-полковник запасу Сергій Борисович Іванов   |      |            | 28 березня 2001 — 15 лютого 2007  |                         |            |
| 6    | — Анатолій Едуардович Сердюков                     |      |            | 15 лютого 2007 — 6 листопада 2012 |                         |            |
| 7    | Генерал армії Сергій Кужугетович Шойгу             |      |            | 6 листопада 2012 — 12 травня 2024 |                         |            |
| 8    | Андрій Ремович Бєлоусов                            |      |            | 12 травня 2024                    |                         |            |